# Liaty Pisani
Liaty Pisani (* 10. Mai 1950 in Mailand) ist eine italienische Schriftstellerin, die insbesondere als Autorin von Spionageromanen hervortritt.

## Leben
Mit 13 Jahren veröffentlichte die Mailänderin ihren ersten Gedichtband, dem wegen seines Überraschungserfolges zwei weitere folgten. Bekannt geworden ist sie mit ihren Spionageromanen, mit denen sie 1991 begann. Die Hauptfigur ihrer Spionagethriller ist der Agent Ogden, der für eine unabhängige Spionageorganisation arbeitet.
Ihre Romane werden von verschiedenen Kritiken (z. B. in der Süddeutschen Zeitung und Focus) in die Tradition von John le Carré und Ian Fleming gestellt. Die Handlungen sind meist an reales Zeitgeschehen angelehnt.
Sie lebt und arbeitet im Tessin.

## Werke (Auswahl)

### Gedichte
- Il mondo nasce e io l’amo. Mailand 1963.
- Per non dimenticare. Mailand 1968.
- La scelta della pelle. Padua 1973.

### Romane
Agent-Ogden-Reihe
- Specchio di notte. Mailand 1991.
  - Deutsch: Tod eines Forschers. Diogenes, Zürich 1994, ISBN 3-257-22716-7 (übersetzt von Linda Birk)
  - Deutsch: Der Spion und der Analytiker (= detebe. 23004). Diogenes, Zürich 1997, ISBN 3-257-23004-4 (übersetzt von Linda Birk)
- La spia e il poeta (nie im Original erschienen)
  - Deutsch: Der Spion und der Dichter (= detebe. 23098). Diogenes, Zürich 1997, ISBN 3-257-06138-2 (übersetzt von Ulrich Hartmann)[1]
- Agguato a Montségur. Mailand 1999.
  - Deutsch: Der Spion und der Bankier (= detebe. 23258). Diogenes, Zürich 1999, ISBN 3-257-06205-2 (übersetzt von Ulrich Hartmann)
- Un Silenzio Colpevole. Mailand 2000.
  - Deutsch: Schweigen ist Silber. Ogden und der Schauspieler (= detebe. 23313). Diogenes, Zürich 2000, ISBN 3-257-06251-6 (übersetzt von Ulrich Hartmann)
  - Deutsch: Der Spion und der Schauspieler. Schweigen ist Silber. Verlag der SZ, München 2006, ISBN 3-86615-270-1 (übersetzt von Ulrich Hartmann)
- La spia e il presidente. Mailand 2002.
  - Deutsch: Die Nacht der Macht. Der Spion und der Präsident (= detebe. 23432). Diogenes, Zürich 2004, ISBN 3-257-23432-5 (übersetzt von Ulrich Hartmann)
- La spia e la rockstar. Mailand 2004.
  - Deutsch: Stille Elite. Der Spion und der Rockstar. Diogenes, Zürich 2004, ISBN 3-257-06455-1 (übersetzt von Ulrich Hartmann)
- La spia e il padrino. Mailand 2012.
  - Deutsch: Die rote Agenda. Der Spion und der Pate. Diogenes, Zürich ISBN 978-3-257-30011-6 (übersetzt von Ulrich Hartmann)

Standalones
- Il falso pretendente (= I narratori. Band 1). Coliseum, Mailand 1986, ISBN 88-7764-008-1.
- La terra di Avram. Mondadori, Mailand 1987, ISBN 88-04-30487-1.
- Soluzione vitale. Mailand 2007.
  - Deutsch: Das Tagebuch der Signora. Diogenes, Zürich 2007, ISBN 978-3-257-06578-7 (übersetzt von Ulrich Hartmann)

## Sekundärliteratur
- Oliver Wieters, Ein bombensicherer Charakterpanzer. Liaty Pisanis packender Polit-Thriller „Die Nacht der Macht“